# HD 10538
HD 10538 är en vit stjärna i huvudserien i Bildhuggarens stjärnbild.
Stjärnan har visuell magnitud +5,70 och är svagt synlig för blotta ögat vid god seeing.